# إنغريد كروس
إنغريد كروس (بالإنجليزية: Ingrid Croce)‏ هي صاحبة مطعم ومغنية مؤلفة أمريكية، ولدت في 27 أبريل 1947 في فيلادلفيا في الولايات المتحدة.

## وصلات خارجية
- إنغريد كروس على موقع ميوزك برينز (الإنجليزية)
- إنغريد كروس على موقع ديسكوغز (الإنجليزية)